# Maurice Herlihy
Maurice Herlihy (4 de enero de 1954) es un informático teórico estadounidense, que trabaja en el área de sincronización de multiprocesadores, además de en el uso de las instrucciones de código de máquina Comparar e intercambiar (CAS) para la implementación de primitivas de sincronización. Para el año 2007, era profesor de ciencias de la computación en la Universidad Brown.

## Reconocimientos
- 2003 Premio Dijkstra
- 2004 Premio Gödel
- 2005 Miembro honorario de la Association for Computing Machinery